# Emmylou Harris
Emmylou Harris (Birmingham (Alabama), 2 april 1947) is een Amerikaans countryzangeres, folkzangeres en songwriter, die vooral in de jaren zeventig successen kende. Ze heeft met zeer veel bekende artiesten uit de country- en folkwereld samengewerkt.

## Biografie
Emmylou Harris werd in 1947 geboren in Birmingham, Alabama. Op de middelbare school was ze de beste van haar klas. Ze won een studiebeurs voor dramatiek bij de University of North Carolina at Chapel Hill. Hier richtte ze zich op de muziek, waarbij vooral de folkmuziek van Bob Dylan en Joan Baez haar zeer aansprak.
In 1969 trouwde ze met songwriter Tom Slocum, waarna ze haar debuutalbum Gliding Bird opnam. Helaas ging haar platenlabel failliet en liep het huwelijk op de klippen, waardoor ze gedwongen was om samen met haar pasgeboren dochter Hallie bij haar ouders in Washington D.C. te gaan wonen.
Ze pakte al snel de muziek weer op, en vormde een trio met de muzikanten Gerry Mule en Tom Guidera. Tijdens een optreden in 1971 werd ze opgemerkt door Chris Hillman, die toentertijd tijdelijk leadzanger was van The Flying Burrito Brothers, nadat Gram Parsons de band had verlaten. Eerst was hij van plan haar op te nemen in die groep, maar hij besloot haar voor te stellen aan Gram Parsons, die een zangeres zocht om mee te zingen op zijn solodebuut GP. Harris werd opgenomen in zijn Falling Angels en ging mee op tournee. In 1973 gingen ze de studio in om Parsons' tweede album, Grievous Angel op te nemen. Hij overleed op 19 september, enkele weken na het einde van de opnamen aan een overdosis van alcohol en drugs.
Samen met Tom Guidera vormde ze The Angels Band, en samen werkten ze aan haar doorbraakalbum Pieces of the Sky, dat in 1975 uitkwam bij Reprise Records. Het album werd geproduceerd door Brian Ahern, met wie ze later zou trouwen.
In 1976 vormde ze The Hot Band, die onder andere bestond uit oude bandleden van Elvis Presley als Glen D. Hardin en James Burton. Met deze groep nam ze Elite Hotel op. Datzelfde jaar was ze te horen op Bob Dylans album Desire en was ze te zien en te horen in The Last Waltz, een documentaire van Martin Scorsese over het laatste concert van The Band. Hierna nam ze met The Hot Band nog twee albums op, Luxury Liner en Quarter Moon in a Ten Cent Town. In 1977 had ze een wereldwijde hit met een country-uitvoering van Chuck Berry's "(C'est la vie) You Never Can Tell".
Vanaf het midden van de jaren zeventig werkte ze veelvuldig samen met onder anderen Dolly Parton, Linda Ronstadt en Neil Young. Zo waren zij alle drie te horen in het achtergrondkoor van Harris' kerstnummer "Light of the Stable". Samen met Ronstadt en Parton nam ze twee albums op (Trio (1987) en Trio 2 (1999)), en samen met Ronstadt een duetalbum (Western Wall: The Tucson Sessions (2000)). Ook is ze te horen op enkele nummers van Young.
Blue Kentucky Girl uit 1979 is haar meest country-georiënteerde elpee tot dan toe. Het jaar daarop bracht ze Roses in the Snow uit, waarop ze akoestische bluegrass liet horen. Voor dit album kreeg ze een Grammy Award. In 1981 nam ze Evangeline op, waar onder andere de hit "Mister Sandman" op staat. In 1983 kwam White Shoes uit, met daarop onder andere een versie van "On the Radio" van Donna Summer.
Voor haar semi-autobiografische album uit 1985, The Ballad of Sally Rose, schreef ze voor het eerst al haar nummers. Op dit album werkte ze samen met singer-songwriter Paul Kennerley. De twee traden aan het einde van de tournee in het huwelijk.
Begin jaren negentig werd The Hot Band opgeheven, en in 1992 richtte ze een nieuwe band op, The Nash Ramblers. Met deze band nam ze  At the Ryman op, een live-album waarvan de opbrengst is gegaan naar de restauratie van de Ryman Auditorium in Nashville. In 1995 stopt ze de samenwerking met de Nash Ramblers en gaat ze met een opnieuw gegroepeerde Hot Band op tournee, de zogenaamde "The New American Music Tour" die de 20-jarige samenwerking tussen Emmylou en The Hot Band markeerde. Ook Europa werd aangedaan tijdens deze tournee, onder andere de Royal Albert Hall in Londen.
Voor Asylum Records nam ze Cowgirl's Prayer op, vlak na haar scheiding met Kennerley. In 1995 bereikte ze een geheel ander publiek met Wrecking Ball, een album dat werd geproduceerd door Daniel Lanois, die vooral bekend was voor zijn productiewerk voor U2, Peter Gabriel en Bob Dylan. Op dit album staan nummers van onder anderen Neil Young (die ook in twee nummers te horen is, waaronder in Wrecking ball), Jimi Hendrix en Gillian Welch.
Red Dirt Girl uit 1999 is het tweede album waarvoor ze zelf enkele nummers heeft geschreven. Op dit album werkte ze samen met onder anderen Bruce Springsteen. Ook voor de opvolger van dat album, Stumble Into Grace, schreef ze zelf haar nummers.
In 2000 was ze te horen op Heartbreaker, het solodebuut van Ryan Adams, en op de soundtrack van de film O Brother, Where Art Thou?. Ook is ze te horen op I'm Wide Awake It's Morning van Bright Eyes en Daybreaker van Beth Orton. In 2005 speelde ze samen met Elvis Costello tijdens zijn tournee. In 2006 kwam All The Roadrunning uit, een duetalbum met Mark Knopfler. Na de release volgde een Europese tournee.
In 2003 werd ze opgenomen in de Alabama Music Hall of Fame, in 2007 kreeg ze een ster in de Music City Walk of Fame in Nashville en in 2008 werd ze opgenomen in de Country Music Hall of Fame. In 2015 werd de Polar Music Prize aan haar toegekend.

## Discografie

### Albums

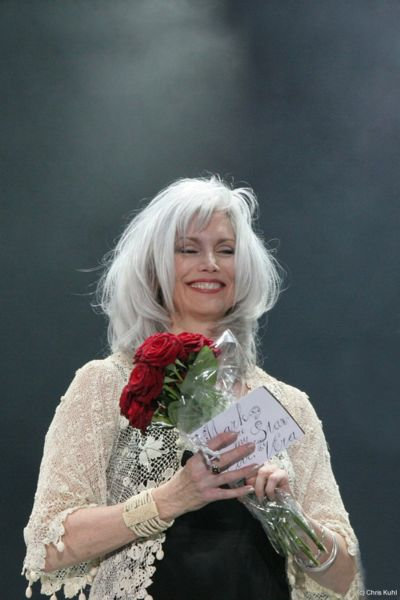
Emmylou Harris in Ahoy 2006

| Album met eventuele hitnotering(en) in de Nederlandse Album Top 100 | Datum van verschijnen | Datum van binnenkomst | Hoogste positie | Aantal weken | Opmerkingen                        |
| ------------------------------------------------------------------- | --------------------- | --------------------- | --------------- | ------------ | ---------------------------------- |
| Gliding bird                                                        | 1970                  | -                     |                 |              |                                    |
| Pieces of the sky                                                   | 1975                  | 29-03-1975            | 43              | 3            |                                    |
| Elite hotel                                                         | 1975                  | 17-01-1976            | 7               | 24           |                                    |
| Luxury liner                                                        | 1977                  | 15-01-1977            | 4               | 29           |                                    |
| Quarter moon in a ten cent town                                     | 1978                  | 28-01-1978            | 11              | 13           |                                    |
| Profile                                                             | 1978                  | -                     |                 |              | Verzamelalbum                      |
| Blue Kentucky girl                                                  | 1979                  | 05-05-1979            | 13              | 8            |                                    |
| Light of the stable                                                 | 1979                  | -                     |                 |              |                                    |
| Roses in the snow                                                   | 1980                  | -                     |                 |              |                                    |
| Evangeline                                                          | 1981                  | 11-04-1981            | 16              | 10           |                                    |
| Cimarron                                                            | 1981                  | -                     |                 |              |                                    |
| Last date                                                           | 1982                  | -                     |                 |              | Livealbum                          |
| White shoes                                                         | 1983                  | -                     |                 |              |                                    |
| Profile II                                                          | 1984                  | -                     |                 |              | Verzamelalbum                      |
| The Ballad of Sally Rose                                            | 1985                  | -                     |                 |              |                                    |
| Thirteen                                                            | 1986                  | -                     |                 |              |                                    |
| Trio                                                                | 1987                  | 04-04-1987            | 31              | 10           | met Dolly Parton en Linda Ronstadt |
| Angel band                                                          | 1987                  | -                     |                 |              |                                    |
| Bluebird                                                            | 1990                  | -                     |                 |              |                                    |
| Brand new dance                                                     | 1990                  | -                     |                 |              |                                    |
| Duets                                                               | 1990                  | -                     |                 |              | Verzamelalbum                      |
| At the ryman                                                        | 1992                  | -                     |                 |              | met The Nash Ramblers / Livealbum  |
| Cowgirl's prayer                                                    | 1993                  | -                     |                 |              |                                    |
| Wrecking ball                                                       | 1995                  | -                     |                 |              |                                    |
| Portraits                                                           | 1996                  | -                     |                 |              | Verzamelalbum / 3 Disc             |
| Spyboy                                                              | 1998                  | -                     |                 |              | Livealbum                          |
| Trio 2                                                              | 1999                  | 06-03-1999            | 76              | 3            | met Dolly Parton en Linda Ronstadt |
| Red dirt girl                                                       | 2000                  | 07-10-2000            | 77              | 6            |                                    |
| Western wall: The tucson sessions                                   | 2000                  | -                     |                 |              | met Linda Ronstadt                 |
| Anthology / The warner-reprise years                                | 2001                  | -                     |                 |              | Verzamelalbum / 2 Disc             |
| Stumble into grace                                                  | 2003                  | 04-10-2003            | 42              | 5            |                                    |
| The very best of Emmylou Harris: Heartaches and highways            | 2005                  | -                     |                 |              | Verzamelalbum                      |
| All the roadrunning                                                 | 21-04-2006            | 22-04-2006            | 3               | 31           | met Mark Knopfler                  |
| All I intended to be                                                | 13-06-2008            | 14-06-2008            | 41              | 10           |                                    |
| Hard bargain                                                        | 26-04-2011            | 30-04-2011            | 15              | 7            |                                    |
| Old yellow moon                                                     | 2013                  | 09-03-2013            | 22              | 1*           | met Rodney Crowell                 |
| The traveling kind                                                  | 2015                  |                       |                 |              | met Rodney Crowell                 |

| Album met hitnotering(en) in de Vlaamse Ultratop 200 albums | Datum van verschijnen | Datum van binnenkomst | Hoogste positie | Aantal weken | Opmerkingen        |
| ----------------------------------------------------------- | --------------------- | --------------------- | --------------- | ------------ | ------------------ |
| Red dirt girl                                               | 2000                  | 14-10-2000            | 39              | 4            |                    |
| Stumble into grace                                          | 2003                  | 11-10-2003            | 32              | 2            |                    |
| All the roadrunning                                         | 2006                  | 29-04-2006            | 5               | 20           | met Mark Knopfler  |
| All I intended to be                                        | 2008                  | 21-06-2008            | 20              | 9            |                    |
| Hard bargain                                                | 2011                  | 30-04-2011            | 39              | 5            |                    |
| Old yellow moon                                             | 2013                  | 09-03-2013            | 78              | 1*           | met Rodney Crowell |

### Singles
| Single met eventuele hitnotering(en) in de Nederlandse Top 40 | Datum van verschijnen | Datum van binnenkomst | Hoogste positie | Aantal weken | Opmerkingen                                                      |
| ------------------------------------------------------------- | --------------------- | --------------------- | --------------- | ------------ | ---------------------------------------------------------------- |
| Together again                                                | 1976                  | 20-03-1976            | 11              | 7            | Nr. 15 in de Single Top 100                                      |
| I really had a ball last night                                | 1976                  | 17-07-1976            | 34              | 4            |                                                                  |
| You never can tell (C'est la vie)                             | 1977                  | 09-04-1977            | 5               | 10           | Nr. 4 in de Single Top 100                                       |
| Mister Sandman                                                | 1981                  | 28-03-1981            | 8               | 8            | Nr. 9 in de Single Top 100 / Alarmschijf                         |
| To know him is to love him                                    | 1987                  | -                     |                 |              | met Dolly Parton en Linda Ronstadt / Nr. 62 in de Single Top 100 |

### NPO Radio 2 Top 2000
| Nummer met noteringen in de NPO Radio 2 Top 2000 | '01  | '02  | '03  | '04  | '05  | '06  | '07  | '08  |
| ------------------------------------------------ | ---- | ---- | ---- | ---- | ---- | ---- | ---- | ---- |
| You never can tell                               | 1956 | 1750 | 1912 | 1778 | 1869 | 1708 | 1793 | 1748 |

1. ↑  Een vetgedrukt getal geeft de hoogste notering aan.
2. ↑  2001 was het eerste jaar met een notering voor dit nummer.
3. ↑  Deze tabel is bijgewerkt tot en met de laatste editie (2024).

### Dvd's
| Dvd's met hitnoteringen in de Nederlandse Music Top 30 | Datum van verschijnen | Datum van binnenkomst | Hoogste positie | Aantal weken | Opmerkingen       |
| ------------------------------------------------------ | --------------------- | --------------------- | --------------- | ------------ | ----------------- |
| Real live roadrunning                                  | 2006                  | 25-11-2006            | 7               | 23           | met Mark Knopfler |